# Marcos Guilherme
Marcos Guilherme de Almeida Santos Matos (Itararé, 5 augustus 1995) – alias Marcos Guilherme – is een Braziliaans voetballer die doorgaans als offensieve middenvelder speelt. Hij stroomde in 2013 door vanuit de jeugd van Atlético Paranaense.

## Clubcarrière
Marcos Guilherme werd geboren in Itararé. In 2008 vervoegde hij op dertienjarige leeftijd de jeugdopleiding van Atlético Paranaense. In 2014 werd de aanvallend ingestelde middenvelder definitief bij het eerste elftal gehaald. Op 20 april 2014 debuteerde hij in de Braziliaanse Série A tegen Grêmio. Hij startte in de basiself en gaf de assist bij het enige doelpunt van de wedstrijd. Op 10 mei 2014 maakte de Braziliaan zijn eerste competitietreffer tegen SC Internacional. Hij eindigde het seizoen 2014 met drie doelpunten in 36 competitiewedstrijden.

## Interlandcarrière
In 2015 speelde Marcos Guilherme met Brazilië –20 op het Zuid-Amerikaans kampioenschap voor spelers onder 20 jaar in Uruguay. Hij werd topschutter van zijn team met vier doelpunten in vijf wedstrijden.